# Salvador Jiménez Marfil
Salvador Jiménez Marfil (Málaga, España, 2 de septiembre de 1985), futbolista español. Juega como delantero centro y su actual equipo es el Athletic Fuengirola.

## Trayectoria
Nacido en Málaga (Andalucía, España) el 2 de septiembre de 1985. Mide 1,84m y pesa 81 kg.
Formado en las categorías del Málaga CF y considerado una de las mayores promesas de la cantera. Actualmente juega en las filas del  Athletic Fuengirola tras un breve paso en las filas del Bình Duong FC de la V-League.

## Clubes
| Club                     | País    | Año       |
| ------------------------ | ------- | --------- |
| Málaga CF Juvenil        | España  | 2000-2003 |
| Málaga CF                | España  | 2002-2003 |
| Málaga CF B              | España  | 2003-2007 |
| Málaga CF                | España  | 2005-2007 |
| Lorca Deportiva CF       | España  | 2007-2008 |
| AO Agrotikos             | Grecia  | 2008      |
| Antequera CF             | España  | 2009      |
| Club Deportivo Teruel    | España  | 2009–2010 |
| Union Deportiva Marbella | España  | 2011–2012 |
| Union Deportiva Marbella | España  | 2012–2013 |
| Athletic Fuengirola      | España  | 2012–2013 |
| Becamex Binh Duong       | Vietnam | 2013      |
| Athletic Fuengirola      | España  | 2013–2014 |